# Du är mitt äventyr
Du är mitt äventyr är en svensk komedifilm från 1958 i regi av Stig Olin. I huvudrollerna ses Sickan Carlsson, Gunnar Björnstrand, Bibi Andersson och Siv Ericks.

## Handling
Tore, som är journalist på Dagens Nytt i Stockholm, möter på sin arbetsplats en ny medarbetare, Lena Bergström. Lena har gjort den intervju i tidningen, som han själv egentligen borde ha gjort. Och nu ska de dela kontor, han och denna nyanställda, som inte har träffats under de bästa omständigheter.
Lena är väldigt effektiv och ambitiös och detta får Tore att känna sig alltmer undanträngd i sitt tidigare "egna" rum. Men Tore känner också attraktion för Lena och under ett gemensamt uppdrag i fjällen visar han sina känslor. Inom kort är de gifta. Samtidigt fortsätter Lenas journalistiska framgångar.
Paret får en son och de anställer en hemhjälp för att de båda ska kunna arbeta. Men hemhjälpen säger upp sig och efter att ha avskedat sin fjärde hemhjälp gör Tore slag i saken. Eftersom han tjänar mindre så stannar han helt enkelt hemma med sonen.
Lena är glad över att hon kan satsa på sin karriär och hon jobbar väldigt intensivt. Så Tore får se allt mindre av henne. En dag ringer det på dörren, utanför står en ung kvinna, Chris Blom som är konstfackelev. Hon pratar om ett utannonserat rum. Tore, som är något överraskad över detta, går ändå med på att hon flyttar in. Nu är det helt plötsligt Lena som inte hänger med och som känner sig utanför.

## Om filmen
Filmen premiärvisades den 24 mars 1958 på Röda kvarn i Helsingborg och den 14 april på Spegeln och Fontänen i Stockholm. Inspelningen skedde med ateljéfilmning i Filmstaden, Råsunda, i Göteborgs hamn, i Stockholm och i Åre. Filmfotograf var Gunnar Fischer.
Du är mitt äventyr har visats i SVT, bland annat 1991, 1995, 2000, 2014, i april 2020, i maj och juni 2022 samt i maj 2024.

## Rollista (i urval)
- Sickan Carlsson – Lena Bergström-Hall, journalist
- Gunnar Björnstrand – Tore Hall, journalist, hennes man
- Bibi Andersson – Christina Blom, konstfackelev
- Siv Ericks – Marianne, journalist
- Helge Hagerman – Sverker Knutsson, redaktionschef
- Sven-Eric Gamble – Olle, pressfotograf
- Sif Ruud – hemhjälp 1
- Elisabeth Falk – hemhjälp 2
- Mona Geijer-Falkner – hemhjälp 3
- Anette Sandberg – hemhjälp 4